# Matteo Pivotto
Matteo Pivotto (Montecchio Maggiore, 5 settembre 1974) è un ex calciatore italiano, di ruolo difensore.
In carriera ha collezionato complessivamente 70 presenze e 2 reti in Serie A e 156 presenze e 3 reti in Serie B.

## Carriera
Cresciuto nel Montecchio, inizia la carriera tra le file dell'Hellas Verona con cui esordisce in Serie B nel 1993. Dopo un'esperienza alla Massese, passa al Carpi di Gianni De Biasi. Con la squadra carpigiana gioca un campionato e mezzo in Serie C1.
Nel gennaio del 1997 viene ingaggiato dalla Roma con cui debutta nella massima serie il 19 di quel mese in Udinese-Roma (1-0). Resta nella capitale fino ad ottobre del 1998, quando viene acquistato dal ChievoVerona in Serie B. Nella stagione successiva (1999-2000) torna in massima serie grazie al Lecce che lo conferma anche per la seguente stagione (2000-2001) di serie A.
Nell'ottobre del 2002 scende di categoria per vestire la maglia del Palermo, con cui firma un contratto a gettone, e dove gioca 20 partite di campionato. Subisce due infortuni in questa stagione.
Svincolatosi dai rosanero, ad agosto del 2003 viene ingaggiato dal Modena con cui torna a giocare in Serie A. Con la formazione dei "canarini" termina la stagione con una retrocessione. In gialloblù viene confermato per altre due stagioni di Serie B, mantenendo la categoria anche nel 2006 quando passa alla Triestina e nel 2007 quando si trasferisce al Ravenna, dove conclude la stagione con una retrocessione in Serie C1.
Il 22 agosto 2010 viene ingaggiato dal Montecchio, squadra ripescata in Serie D, che lo aveva fatto crescere fra le proprie giovanili; è stato voluto fortemente dal Presidente. Pochissimi giorni dopo passa al Sarego in Eccellenza, accordandosi per due allenamenti a settimana in vista della partita della domenica; è diventato inoltre assessore allo sport di Montebello Vicentino, comune confinante, eletto nella lista del sindaco Magnabosco nel 2014.
Dal 2023 è dirigente del Montebello